# Ramas de la Restauración
Ramas de la Restauración es una facción religiosa cristiana del Movimiento de los Santos de los Últimos Días que fue formada en los años 1980 por miembros de la Iglesia Reorganizada de los Santos de los Últimos Días (RLDS, por sus siglas en inglés) como reacción contra los acontecimientos de la Conferencia Mundial RLDS de 1984. El movimiento mantiene la teología tradicional RLDS del siglo XIX y de la primera mitad del siglo XX, pero rechaza los cambios en sus prácticas y doctrinas a partir de los años 1980.
El movimiento está ubicado principalmente en Independence (Misuri), lugar que los seguidores creen, de acuerdo con las doctrinas de Joseph Smith y Joseph Smith III, es el lugar central de Sion.
Tradicionalmente, la "rama" es una congregación local unida a la iglesia RLDS. El término "Restauración" se añadió a raíz del cisma, para denotar la separación de una rama de la jerarquía organizativa e infiriendo que los participantes sean leales a los principios originales de la Restauración de Joseph Smith y la Reorganización de Joseph Smith III en duro contraste a la teología liberal abrazada por la Comunidad de Cristo.
Los organizadores de las Ramas de la Restauración consideraron que la organización oficial de la iglesia ha sido corrompida o ha caído en apostasía, de modo que la iglesia está ahora en un estado de "desorganización". Su desacuerdo primario con la Comunidad de Cristo, como la iglesia oficial RLDS se rebautizó en 2001, fue nominalmente por la decisión de la iglesia de ordenar mujeres al sacerdocio; Las Ramas de la Restauración continúan afirmando que sólo los hombres tienen autoridad de sacerdocio; sin embargo, otros asuntos religiosos y doctrinales fueron y son también discutidos.
Ninguna organización central universalmente reconocida existe actualmente dentro del movimiento, así que cualquier estimación de su membresía es difícil de constatar. La Conferencia Conjunta de las Ramas de la Restauración fue informada que tenía entre 6,000 a 7,000 miembros registrados en 2010. Sin embargo, todas las personas bautizadas por el sacerdocio autorizado RLDS es considerado como "miembros de la iglesia" por la conferencia, independiente de su inscripción formal, afiliación a la conferencia (o carencia de la misma) incluyendo ramas no-afiliadas, miembros de la Iglesia Remanente de Jesucristo de los Santos de los Últimos Días e incluso algunos miembros de la Comunidad de Cristo (dependiendo de las circunstancias de su bautismo, dada la postura del movimiento contra el sacerdocio de las mujeres); así que la fracción de la membresía reconocida total que está registrada es desconocida pero es considerablemente más alta que el número registrado.[cita requerida]

## Doctrinas
Las creencias básicas de las Ramas de la Restauración reafirman las doctrinas originales de la misma. La Iglesia RLDS sostiene que Joseph Smith fue sucedido por Joseph Smith III y no por Brigham Young.
El "Epítome de Fe", escrito por Joseph Smith, es a menudo citado como declaración de fe y los misioneros de las Ramas de la Restauración típicamente utilizan la serie de diapositivas "Ve y Enseña".
Los "seis principios fundamentales del evangelio Restaurado" son a menudo citados como la fundación de tradicional de la creencia. Se encuentran en el sexto capítulo de Hebreos en la Biblia.[cita requerida] Estos son:
- Fe hacia Dios.
- Arrepentimiento
- Bautismo de agua.
- Imposición de manos para la recepción del Espíritu Santo. (Análogo a la confirmación)
- Resurrección de los muertos.
- Juicio eterno.

Las obras del siglo XX de los ministros RLDS Arthur A. Oakman y Evan Fry son influencias significativas en el pensamiento contemporáneo de la RLDS del siglo XXI, junto con el programa radiofónico de Fry, "Oyelo", que representa la visión de la iglesia en el decenio de 1950, en gran parte continúa representando la corriente teológica principal contemporánea de la facción de RLDS.[cita requerida]

## Sacerdocio
En la Iglesia RLDS, hay Profetas (Presidentes de la Iglesia RLDS), Apóstoles, Sumos Sacerdotes, Obispos, Patriarcas, Setentas, Ancianos, Sacerdotes, Maestros y Diáconos. A pesar de que algunos miembros de los oficios de sacerdocios más altos (Sumos Sacerdotes, Setentas y Patriarcas) todavía sobreviven dentro del movimiento de las Ramas de la Restauración, desde hace muchos años la facción sólo era capaz de ordenar ancianos, sacerdotes, maestros, y diáconos debido a la condición esparcida que percibían en su Iglesia.
Hay muchas divisiones dentro del Movimiento de la Restauración hoy: En la Conferencia Nacional de Estados Unidos de octubre de 2008 (Conferencia Conjunta de las Ramas de la Restauración) varios individuos fueron ordenados al oficio de Setenta. Estos son las primeras ordenaciones nuevas a aquel oficio reconocido por cualquier grupo de las Ramas de la Restauración en 20 años. Otros han sido llamados y ordenados desde entonces al oficio de Setenta, y en la Conferencia de 2011, varios individuos fueron ordenados al oficio de Sumo Sacerdote. Aun así, hay un debate dentro del movimiento de las RLDS en cuanto a si las ordenaciones fueron legítimas. Este grupo sería conocido entre la Restauración como seguidores de la Conferencia Conjunta de la Ramas de la Restauración (JCRB, por sus siglas en inglés). Muchos de las Ramas de la Restauración no aceptan las ordenaciones de la JCRB hasta la fecha.
La Conferencia de Ancianos de Restauración (CRE, por sus siglas en inglés) representa el cuerpo de las Ramas de la Restauración que a la fecha solo está autorizado a ordenar hombres llamados por Dios a los oficios de Anciano, Sacerdote, Maestro, y Diácono. Él CRE no organizará la iglesia hasta que fuertemente reciban revelación y confirmación del Señor. Su punto de vista es que la Iglesia es la Iglesia de Jesucristo, y él organizara su Iglesia cuando lo crea conveniente.

## Tres Libros Estándar
El canon de escrituras de las Ramas de la Restauración consta de:
- El Versión Inspirada de la Biblia RLDS (no contiene Cantares de Solomon)
- La edición autorizada del Libro de Mormón de 1908 RLDS, que no debe ser confundida con la edición del Libro de Mormón en uso por el Iglesia SUD, o la edición de 1966 RLDS. Algunos miembros de las Ramas de la Restauración también utilizan la Restored Covenant Edition Archivado el 27 de mayo de 2009 en Wayback Machine..
- El Doctrina y Pactos hasta la sección 144.

## Diferencias entre una y otra
Cada rama de la Restauración existe, actualmente, como una entidad independiente. Aunque todos suelen seguir las doctrinas tradicionales de la Iglesia RLDS, muchos tienen visiones únicas sobre doctrinas específicas y de los asuntos relacionados con el gobierno de la Iglesia, y específicos puntos de vista que difieren de miembro a miembro.  Estos incluyen:
- Diezmo: Los miembros de las Ramas de la Restauración tienen opiniones diversas en asuntos financieros. Algunos creen que el diezmo tendría que ser 10% del incremento (definido como el ingreso que queda después de los gastos) pero ciertos principios son discutidos, como lo es la distribución de los fondos. Las Ramas de la Restauración son mayoritariamente independientes una de otra y cada cual determina cómo los fondos recogidos son gastados.[9]
- Doctrina y Pactos versus el Libro de Mandamientos: La mayoría de los Santos de la Restauración (como son llamados los miembros de la iglesia) creen que solo la Doctrina y Pactos tendría que ser oficialmente reconocida, pero algunos grupos argumentan por la supremacía del Libro de Mandamientos.
- Espíritu Santo versus Santo Espíritu: La mayoría de los miembros de la Restauración creen que el Espíritu Santo y el Santo Espíritu son la misma cosa, parte de la Deidad, pero otros argumentan que el Espíritu Santo, el Santo Espíritu y el Consolador son entidades separadas.
- Divorcio (y nuevo casamiento): Algunas ramas de la Restauración y algunos miembros creen que el convenio del matrimonio de una pareja permanece literalmente "hasta que la muerte los separe." Consideran a alguien divorciado de su cónyuge y vuelto a casar es culpable de adulterio y utilizan el término "matrimonio serial" para describir tales situaciones. El término "matrimonio serial" tiene un significado político que implica una semejanza con el "matrimonio plural". (La RLDS siempre ha rechazado el matrimonio plural)

## Organizaciones
Diferentes organizaciones se han formado en la Restauración, intentando unificar las ramas.
- La Conferencia Conjunta de Ramas de la Restauración fue formada durante la conferencia del 10-13 de noviembre de 2005.[10]
- Los concilios de La Conferencia de Ancianos de la Restauración actúa como un servicio de noticias e información de la Restauración. Mantienen un programa para actividades conjuntas (incluyendo actividades de la juventud) y servicios, y generalmente ayudan con muchas metas de la iglesia en común, como la obra misionera.
- Los Pastores de Sion es una reunión informal de algunos oficiales directores ejecutivos de algunas ramas de la Restauración, de los cuales la mayoría reside en el área de Independence, Misuri. Tienen un servicio de comunión conjunta anual para todos los miembros cada abril, normalmente alquilando el Auditorio de Independence de la Comunidad de Cristo para este propósito.